# Žan Rudolf
Žan Rudolf (* 9. Mai 1993 in Ljubljana) ist ein slowenischer Mittelstreckenläufer, der sich auf den 800-Meter-Lauf spezialisiert hat und über diese Distanz aktuell Inhaber des Landesrekordes ist.

## Sportliche Laufbahn
Erste internationale Erfahrungen sammelte Žan Rudolf im Jahr 2010, als er bei den Juniorenweltmeisterschaften in Moncton im 800-Meter-Lauf mit 1:53,21 min im Halbfinale ausschied. Anschließend startete er bei den erstmals ausgetragenen Olympischen Jugendspielen in Singapur über 1000 Meter und erreichte dort nach 2:24,24 min Rang sieben. Im Jahr darauf gewann er bei den Junioreneuropameisterschaften in Tallinn in 1:47,73 min die Silbermedaille über 800 Meter und 2012 erreichte er bei den Europameisterschaften in Helsinki das Halbfinale, in dem er mit 1:47,41 min ausschied, ehe er auch bei den Juniorenweltmeisterschaften in Barcelona mit 1:49,93 min im Halbfinale ausschied. 2013 scheiterte er dann bei den Halleneuropameisterschaften in Göteborg mit 1:51,06 min im Vorlauf, wie auch bei den U23-Europameisterschaften in Tampere mit 1:50,05 min.
2014 schied er bei den Europameisterschaften in Zürich mit 1:48,75 min in der ersten Runde aus und im Jahr darauf auch bei den Halleneuropameisterschaften in Prag mit 1:50,08 min. Mitte Juli gewann er dann bei den U23-Europameisterschaften in Tallinn in 1:48,47 min die Bronzemedaille hinter dem Polen Artur Kuciapski und Saúl Ordóñez aus Spanien und siegte daraufhin bei den Balkan-Meisterschaften in Pitești in 1:50,10 min. Er qualifizierte sich dank eines neuen Landesrekordes von 1:46,00 min in Velenje erstmals für die Weltmeisterschaften in Peking, bei denen er mit 1:47,24 min im Vorlauf ausschied. 2016 stellte er in Pliezhausen mit 1:15,49 min einen neuen Landesrekord über 600 Meter auf und nahm daraufhin über 800 Meter an den Olympischen Spielen in Rio de Janeiro teil, bei denen er mit 1:46,93 min in der ersten Runde ausschied. Zuvor erreichte er bei den Europameisterschaften in Amsterdam das Halbfinale und schied dort mit 1:54,49 min aus. 2018 schied er bei den Mittelmeerspielen in Tarragona mit 1:52,79 min im Vorlauf aus, wie auch bei den anschließend in Berlin stattfindenden Europameisterschaften mit 1:48,24 min.
2019 belegte er bei den Balkan-Hallenmeisterschaften in Istanbul in 1:49,62 min den vierten Platz und schied daraufhin bei den Halleneuropameisterschaften in Glasgow mit 1:51,75 min in der Vorrunde aus. Im Jahr darauf siegte er bei den Balkan-Hallenmeisterschaften in Istanbul in 3:12,19 min mit der slowenischen 4-mal-400-Meter-Staffel und stellte damit einen neuen Hallenrekord auf und 2021 gewann er bei den Balkan-Hallenmeisterschaften in 1:48,29 min die Silbermedaille, ehe er bei den Halleneuropameisterschaften in Toruń mit 1:49,88 min in der Vorrunde ausschied. Bei den World Athletics Relays Anfang Mai im polnischen Chorzów wurde er in 3:41,95 min gemeinsam mit Anita Horvat Dritter in der 2 × 2 × 400 m Staffel hinter den Teams aus Polen und Kenia. Ende Juni siegte er in 1:47,72 min bei den Balkan-Meisterschaften in Smederevo über 800 Meter. Im Jahr darauf schied er bei den Weltmeisterschaften in Eugene mit 1:49,87 min in der ersten Runde aus. 2023 belegte er bei den Balkan-Meisterschaften in Kraljevo in 1:52,31 min den siebten Platz über 800 Meter und gewann mit der 4-mal-400-Meter-Staffel in 3:07,32 min die Silbermedaille hinter dem ukrainischen Team. Im Dezember gelangte er bei den Crosslauf-Europameisterschaften in Brüssel mit 21:04 min auf den zehnten Platz in der Mixed-Staffel.
In den Jahren von 2013 bis 2015 sowie 2019 und 2021 wurde Rudolf slowenischer Meister über 800 Meter sowie 2014 und 2017 im 400-Meter-Lauf und 2023 über 1500 Meter. Zudem wurde er 2015 und 2021 Hallenmeister über 800 Meter sowie 2021 auch in der 4-mal-400-Meter-Staffel.

## Persönliche Bestleistungen
- 400 Meter: 47,03 s, 24. Juni 2015 in Maribor
- 600 Meter: 1:15,49 min, 8. Mai 2016 in Pliezhausen (slowenischer Rekord)
  - 600 Meter (Halle): 1:17,88 min, 28. Februar 2020 in Ulsteinvik
- 800 Meter: 1:45,15 min, 4. August 2021 in Pfungstadt (slowenischer Rekord)
  - 800 Meter (Halle): 1:46,96 min, 31. Januar 2013 in Linz (slowenischer Rekord)
- 1500 Meter: 3:41,75 min, 1. September 2021 in Pfungstadt